# Wilfried Sturm

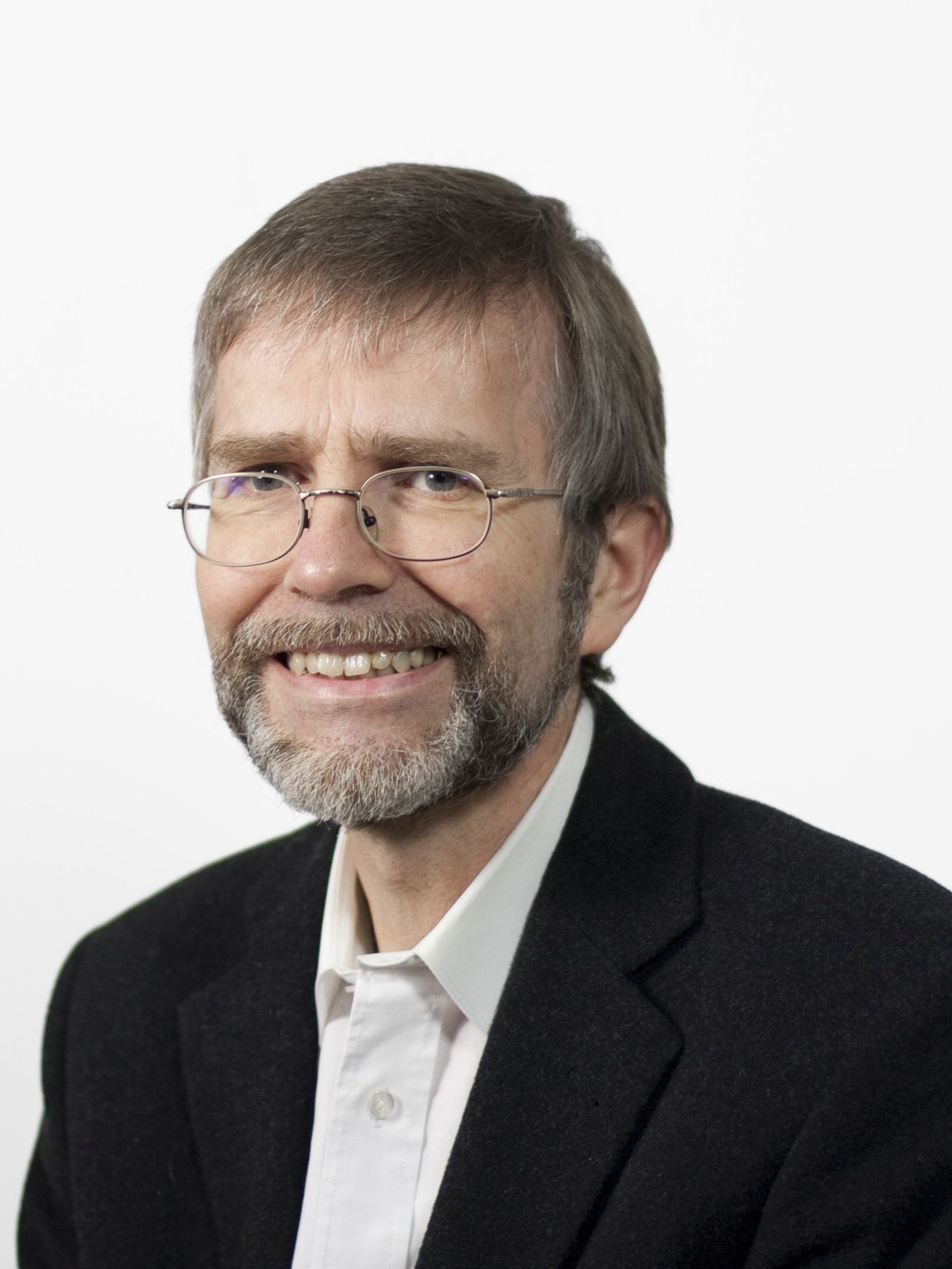

Wilfried Sturm (* 30. April 1958 in Schwäbisch Hall) ist ein deutscher Pfarrer der Evangelischen Landeskirche in Württemberg, Theologe, sowie emeritierter Professor für Systematische Theologie in pastoraler Praxis und Dekan für Studium und Lehre an der Internationalen Hochschule Liebenzell.

## Leben und Wirken
Sturm studierte von 1977 bis 1984 Evangelische Theologie in Krelingen, Tübingen und Erlangen. Danach folgten Vikariat und Pfarrvikariat in der Evangelischen Landeskirche in Württemberg. 1988 wurde er von dieser freigestellt, um als Dozent am Theologischen Seminar der Liebenzeller Mission zu arbeiten. 2001 war er Gastdozent am „Japan Bible Seminary“, Tokio, Japan. 2013 wurde Sturm an der Theologischen Fakultät der Universität Leipzig mit seiner Dissertation über den „Seelsorgerlichen Umgang mit ethischen Konflikten im Bereich der Neonatologie und seine Bedeutung für das Verhältnis von Seelsorge und Ethik“ zum Dr. theol. promoviert. Ab 2011 war er Akademischer Mitarbeiter an der Internationalen Hochschule Liebenzell, wo er 2015 zum Professor für Systematische Theologie in pastoraler Praxis berufen wurde. Von 2016 bis 2023 war er Dekan für Studium und Lehre. Seine Forschungsschwerpunkte sind Bio- und medizinethische Fragestellungen, Fragestellungen im Grenzbereich von Ethik und Seelsorge und das Verhältnis der Disziplinen Theologie und Soziale Arbeit. Seine Abschiedsvorlesung hielt er im Oktober 2024.
Sturm ist seit 2014 Mitglied im Arbeitskreis für evangelikale Theologie, Gastreferent am Hermann Hesse-Gymnasium, Calw und Referent bei Tagungen wie dem Christustag und des Pfarrerinnen- und Pfarrergebetsbundes (PGB). Er ist verheiratet mit Judith, Tochter von Lienhard Pflaum. Das Paar hat vier Kinder und wohnt in Maisenbach.

## Veröffentlichungen
- Elberfelder Bibel mit Erklärungen (Kommentierung der Bücher 1. Chronik, Daniel, Offenbarung des Johannes), SCM R. Brockhaus, Wuppertal 2008.
- Was soll man da in Gottes Namen sagen?: der seelsorgerliche Umgang mit ethischen Konfliktsituationen im Bereich der Neonatologie und seine Bedeutung für das Verhältnis von Seelsorge und Ethik (zugl. Dissertation, Universität Leipzig 2013), Reihe Arbeiten zur Pastoraltheologie, Liturgik und Hymnologie (APTLH) 82, Vandenhoeck & Ruprecht, Göttingen 2015, ISBN 978-3-525-62432-6.

Aufsätze
- Bibelgesprächshilfen zu Philipper 1, 27-2,4 und Philipper 2, 5-11. In: „Bibel im Gespräch“, Dillenburg, 3/98, S. 19–30.
- Wie Gott zu Menschen redet, Sonderbeilage zu „Mission weltweit“, Bad Liebenzell 6/2002.
- Sünde, Schuld und Vergebung, Sonderbeilage zu „Mission weltweit“, Bad Liebenzell 5/2006, S. 19–23.
- Bibelgesprächshilfen zu Apostelgeschichte 20, 28-38 und Apostelgeschichte 21, 1-14. In: „Bibel im Gespräch“, Dillenburg, 3/2007, S. 13–23.
- Interreligiöse Perspektiven auf die Theodizeefrage am Beispiel des Tsunamis Weihnachten 2004. In: Jürgen Schuster und Volker Gäckle (Hrsg.): Das Evangelium und die Religionen. Religionskundliche Fragen – religionstheologische Folgerungen, Lit Verlag, Berlin 2015, S. 107–130.
- Die Debatte über eine rechtliche Regelung des assistierten Suizids aus der Perspektive christlicher Lebensethik. In: Theologische Beiträge Nr. 46, 2015/6, S. 364–380.
- Das Verhältnis von Seelsorge und Ethik am Beispiel des Umgangs mit ethischen Konflikten in der Neu- und Frühgeborenenmedizin. In: Wege zum Menschen 2017 Jg. 69, Heft 6, S. 514–523.

Lexikonartikel
- Evangelisches Lexikon für Theologie und Gemeinde (ELThG2), Band 1, 2017:
  - Abtreibung – medizinisch
  - Ehe – juristisch
  - Heilsgewissheit – theologiegeschichtlich und systematisch-theologisch